# Association olympique britannique
Le British Olympic Association est le comité national olympique de la Grande-Bretagne et de l'Irlande du Nord. Son siège est à Londres. Il regroupe également les dépendances de la couronne (Guernesey, Jersey, Île de Man) ainsi que les territoires d'outre-mer qui sont dépourvus de comité national olympique comme Gibraltar, Anguilla, îles Turques-et-Caïques.
Le BOA a été fondé le 24 mai 1905 à la chambre des communes. Le premier secrétaire du BOA est Lord Desborough.
Le BOA a organisé les Jeux olympiques de 1908, les Jeux olympiques d'été de 1948 et les Jeux olympiques d'été de 2012, qui ont tous eu lieu à Londres.

## Organigramme
- Présidente : Anne du Royaume-Uni.
- Chairman : Hugh Robertson
- Directeur : Bill Sweeney.
- Vice Chairman : Annamarie Phelps.